# Янкан (хребет)
Янка́н — горный хребет на севере Забайкальского края России, в междуречье Калара с севера и Калакана с юга.
Хребет протягивается на 200 км в субширотном направлении от правобережья Витима (на западе) до нижнего течения реки Демку (на востоке). Максимальная ширина — 60 км. В верховьях Демку есть горная перемычка, соединяющая Янкан с Калаканским хребтом. Преобладающие высоты составляют 1200—1800 м, максимальная — 2208 м.
Хребет сложен породами преимущественно докембрийских формаций. В рельефе преобладают среднегорья с сильной степенью горизонтального и вертикального расчленения, с господством крутых склонов, особенно в речных долинах. В привершинной части сохранились фрагменты исходной поверхности выравнивания с останцами. Во многих местах развиты каменные россыпи — курумы. Основные типы ландшафта — горная тайга, предгольцовое редколесье, гольцы.

## Топографические карты
- Лист карты N-50-IV. Масштаб: 1 : 200 000. Указать дату выпуска/состояния местности.
- Лист карты N-51-III. Масштаб: 1 : 200 000. Состояние местности на 1967—1983 год. Издание 1986 г.
- Лист карты N-51-IX. Масштаб: 1 : 200 000. Состояние местности на 1961-1982 год. Издание 1986 г.